# Скулкрафт, Генри
Генри Роу Скулкрафт (англ. Henry Rowe Schoolcraft; 28 марта 1793, Гилдерланд, Нью-Йорк, США — 10 декабря 1864, Вашингтон, США) — американский географ, геолог и этнограф, известный своими исследованиями культуры американских индейцев, а также экспедицией к истокам реки Миссисипи в 1832 году. Он женился на Джейн Джонстон, чьи родители были оджибве и ирландско-шотландского происхождения. Её знание языка оджибве и их легенд, которыми она делилась со Скулкрафтом, легли в основу поэмы Лонгфелло «Песнь о Гайавате».
Второй женой Скулкрафта была Мэри Говард, из плантаторской элиты Южной Каролины. В ответ на аболиционистский бестселлер Гарриет Бичер-Стоу «Хижина дяди Тома» Мэри Говард Скулкрафт написала и опубликовала роман «Чёрная Перчатка: рассказ о жизни плантаторов в Южной Каролине» (1860), один из многих романов так называемой «Анти-Том литературы». Произведение стало бестселлером.

## Ранняя жизнь и образование
Скулкрафт родился в Гилдерланде, штат Нью-Йорк, отец — Лоренс Скулкрафт, мать Анна Барбара (Роу) Скулкрафт. Он поступил в Юнион-колледж в пятнадцать лет, а затем перешёл в Миддлбери-колледж. Он был особенно увлечён геологией и минералогией.
Его отец был стекольщик, и Генри первоначально учился и работал в той же отрасли. Скулкрафт написал свою первую статью под названием «Vitreology» в 1817 году. После участия в нескольких проектах по остеклению в Нью-Йорке, Вермонте и Нью-Гемпшире, молодой Скулкрафт покинул семейный бизнес в возрасте двадцати пяти лет и занялся изучением западных границ Америки.

## Разведка и геологические изыскания
С ноября 1818 по февраль 1819 года Скулкрафт и его компаньон Леви Петибон совершили экспедицию из Потоси, штат Миссури, туда, где в настоящее время находится Спрингфилд, штат Миссури. Дальше они путешествовали по Уайт-Ривер в Арканзасе, производя изыскания в области географии, геологии и минералогии. Скулкрафт опубликовал это исследование в «Обзоре свинцовых рудников Миссури» (1819). В этой книге он правильно определил потенциал для свинцовых месторождений в регионе. Миссури, в конце концов, стал штатом номером один среди производителей свинца в стране. Он также опубликовал «Журнал путешествия вглубь Миссури и Арканзаса» (1821), первый письменный отчёт о разведке в Озарке.
Эта экспедиция Скулкрафта и публикации её результатов обратили на себя внимание Генерального секретаря войны Джона Кэлхуна, который отзывался о Скулкрафте как о «человеке усердном, честолюбивом и любопытном». Кэлхун рекомендовал его территориальному губернатору штата Мичиган Льюису Кассу на должность в экспедиции, возглавляемой Кассом, по исследованию пустынные территорий озера Верхнего и земли к западу от реки Миссисипи. Начиная с весны 1820 года Скулкрафт служил геологом экспедиции Касса. Начав с Детройта, они путешествовали почти 3200 км (2000 миль) вдоль озера Гурон и Верхнего озера, с запада на реке Миссисипи, вниз по реке туда, где в настоящее время находится штат Айова, а затем вернулись в Детройт, следуя по берегу озера Мичиган.
Целью экспедиции было обнаружить источник реки Миссисипи, и частично решить вопрос о неопределённой границе между Соединёнными Штатами и Британской Канадой. Экспедиция прошла вверх по течению Верхнего Красного Кедрового озера (озеро Касса в современной Миннесоте). Так как мелководье препятствовало дальнейшей навигации вверх по течению, озером были названы верховья реки, и оно было переименовано в честь Касса (Скулкрафт, однако, отметил, что местные жители сообщили экспедиции, что можно было бы подняться на каноэ вверх по течению в начале года, когда уровень воды был выше). Отчёт Скулкрафта об экспедиции был опубликован в «Журнале рассказа о путешествии по северо-западным регионам … к истокам реки Миссисипи» (1821).
В 1821 году он был членом другой государственной экспедиции по Иллинойсу, Индиане и Огайо.
В 1832 году он возглавил вторую экспедицию к верховьям реки Миссисипи. Прибыв на месяц раньше, чем в экспедиция 1820 года, они воспользовались большим уровнем воды и проследовали далее в озеро Айтаска.

## Брак и семья
Скулкрафт познакомился со своей первой женой вскоре после того, как был назначен в 1822 году в Су-Сент Мари (штат Мичиган) первым представителем американских индейцев. За два года до этого правительство построило Форт Брэди и хотело установить официальные присутствия, чтобы предотвратить любые новые угрозы Британии после англо-американской войны.
Скулкрафт женился на Джейн Джонстон, старшей дочери Джона Джонстона, известного торговца пушниной ирландско-шотландского происхождения, и Ожаавашкодевекве (Женщина с Зелёной Поляны, также Сьюзен Джонсон — дочь вождя оджибве Вабоджига). У Джонстонов было восемь детей, и их культурная, богатая семья была хорошо известна в этом регионе. Джейн была также известна как O-bah-bahm-wawa-ge-zhe-go-qua (или Obabaamwewe-giizhigokwe в современной орфографии) (Женщина Звука [Который Создаёт Звёзды], Торопящегося По Небу).
У Джейн и Генри было четверо детей:
- Уильям Генри (июнь 1824 — март 1827) умер от крупа[2]. Джейн Скулкрафт написала стихи, в которых выразила скорбь о его утрате[3].
- мертворождённая дочь (1825)[2].
- Джейн Сьюзен Энн (14 октября 1827 — 25 ноября 1892, Ричмонд, Виргиния), её звали Дженни[2].
- Джон Джонстон (2 октября 1829 — 24 апреля 1864), участвовал в гражданской войне, но был ранен в битве при Геттисберге и стал инвалидом. Он умер в возрасте 45 лет в Эльмире, штат Нью-Йорк[2].

Скулкрафты отправили Джейни и Джона в школу-интернат в Детройте. Джейн в одиннадцать лет смогла с этим справиться, а Джон в свои девять лет скучал по родителям.
У Скулкрафтов был литературный брак, они выпускали журнал для семейного чтения, в нём присутствовали и их собственные стихи в письмах друг к другу на протяжении многих лет. Джейн Джонстон Скулкрафт страдала от частых болезней. Она умерла в 1842 году во время посещения сестры в Канаде и была похоронена в англиканской церкви Святого Иоанна, в городе Анкастере, Онтарио.
12 января 1847 года, после переезда в Вашингтон, округ Колумбия, 53-летний вдовец Скулкрафт женился на Мэри Говард (умерла 12 марта 1878), из семьи южных рабовладельцев-плантаторов из Бьюфорта, штат Южная Каролина. Её поддержка рабства и неприятие межрасовых союзов создали некую напряжённость в её отношениях с детьми Скулкрафта. Они стали отдаляться от неё и своего отца.
После того как Генри Скулкрафта парализовало в 1848 году, Мэри посвятила большую часть своего времени уходу за ним, также она помогала ему завершить объёмистое исследование об американских индейцах. В 1860 году она опубликовала роман «Чёрная Перчатка. Рассказ о жизни плантаторов в Южной Каролине» (на которую, как она говорила, вдохновил её муж) Это был один из многих прорабовладельческих ответов на бестселлер Гарриет Бичер-Стоу «Хижина дяди Тома» (такая защита рабства стала называться жанром «анти-Том»). Книга была опубликована за десять лет до начала Гражданской войны в США. Её книга стала бестселлером, хотя и не достигла популярности романа Бичер-Стоу.

## Индейский агент

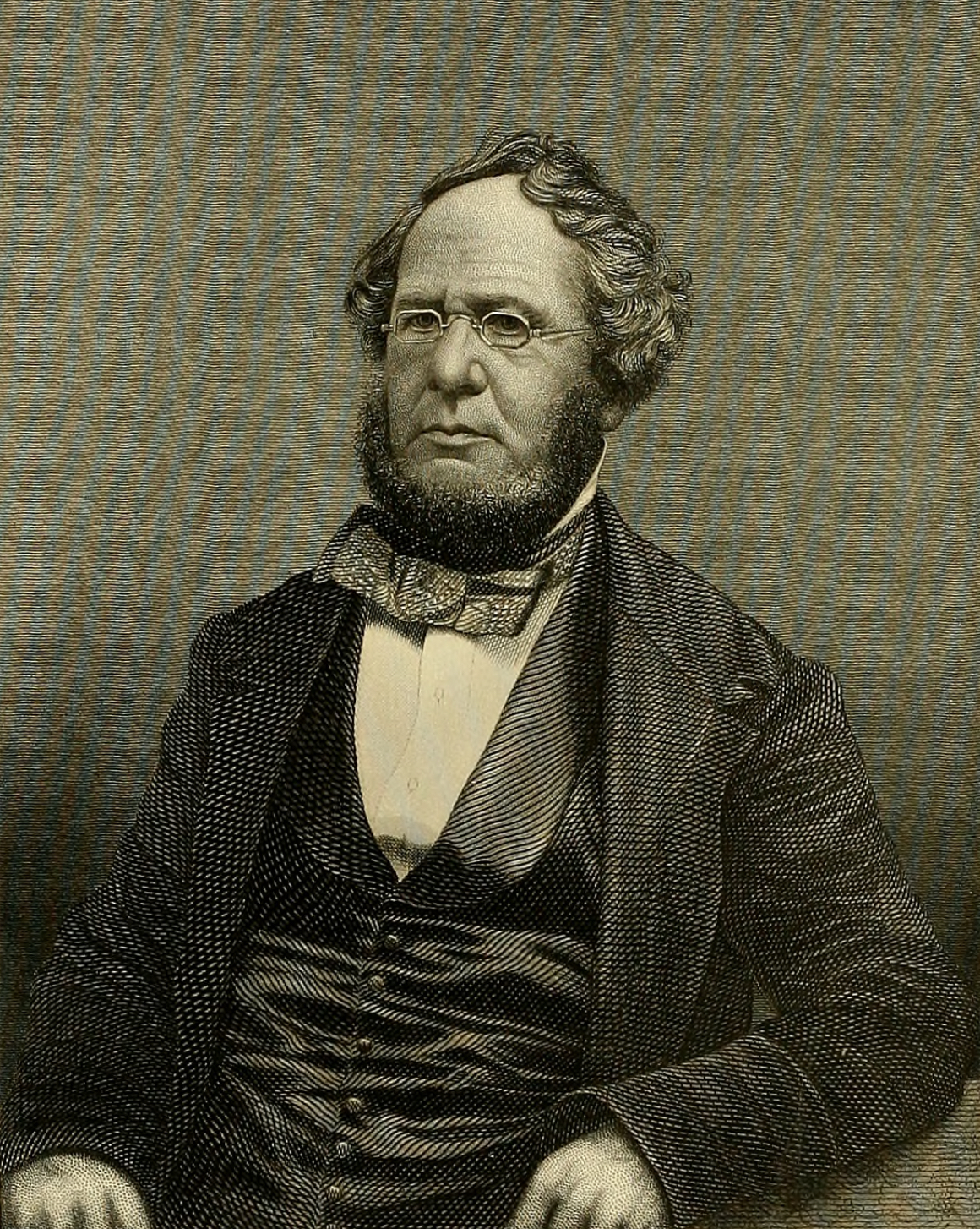

Скулкрафт начал свои этнологические исследования в 1822 году, когда его назначили индейским агентом в Су-Сент Марии, штат Мичиган. Он отвечал за племена, расположенных на территориях, где в настоящее время находятся северный Мичиган, Висконсин и Миннесота. Со своей женой Джейн Джонстон Скулкрафт изучил язык оджибве, а также большую часть традиционных сказаний.
Вместе они писали для «Литературного путешественника», семейного журнала, который они издавали в 1826—27 годах и распространяли среди друзей. Считается, что это первый журнал в штате Мичиган. Было издано очень мало выпусков журнала, однако каждый из них был широко распространён среди жителей Су-Сент Мари, друзей Скулкрафтов в Детройте, Нью-Йорке и других восточных городах. Джейн Джонстон Скулкрафт использовала псевдонимы «Роза» и «Лилано», когда писала о различных аспектах индейской культуры.
Скулкрафт был избран в законодательный орган Мичиганской территории, где он служил с 1828 по 1832 год. В 1832 году он отправился снова в верховья Миссисипи для урегулирования продолжающихся проблем между народами оджибве и дакота (сиу). Он пытался договориться о сохранении мира с как можно большим количеством индейских вождей. Он также снабдил их хирургом и дал указание начать вакцинацию индейцев против оспы. Он определил, что оспа была неизвестна среди чиппева (оджибве) до возвращения в 1750 году с военной кампании, где у них был контакт с европейцами на восточном побережье. Они ушли в Монреаль, чтобы помочь французам против англичан во франко-индейской войне.
Во время путешествия, Скулкрафт воспользовался возможностью, чтобы познакомиться с регионом, делая первые точные карты Озёрного края — западной части озера Верхнее. Он нашёл исток реки Миссисипи из озера Итаска, имя которого он составил из латинских слов veritas, означающего «истина» и caput, означающего «голова». Неподалёку протекает Скулкрафт-ривер, первый крупный приток Миссисипи, который позже был назван в его честь. Эта экспедиция широко освещалась в американских газетах. Скулкрафт опубликовал книгу с описание этого путешествия — «Рассказ об экспедиции по Верхней Миссисипи в озеро Итаска» (1834).
После того, как его территория сильно увеличилась, в 1833 году Скулкрафт и его жена Джейн переехали на остров Макино, где находилась новая штаб-квартира его администрации. В 1836 году он сыграл важную роль в урегулировании земельных споров с чиппева. Он работал с ними для подписания Вашингтонского договора (1836), в котором они уступили США огромную территорию (более чем 13 миллионов акров (53 000 км²)). Он считал, что чиппева лучше было бы учиться сельскому хозяйству и сдать их большие охотничьи угодья. Правительство согласилось выплатить субсидии и обеспечить поставки продовольствия, пока чиппева переходят к новому образу жизни, но их обещанные субсидии часто предоставлялись поздно и в недостаточном объёме.
В 1838 году в соответствии с условиями договора Скулкрафт курировал строительство индейского общежития на Макино (ныне здание занесено в Национальный реестр исторических мест США). В нём предоставлялось временное жильё для чиппева, которые приехали на Макино для получения субсидии при переходе к более оседлому образу жизни.
В 1839 году Скулкрафт был назначен суперинтендантом по делам индейцев в северном департаменте. Он начал серийное изучение американских индейцев, которое позже опубликован в «Альгических исследованиях» (2 тт., 1839). Также они включают его коллекцию индейских сказаний и легенд, одну часть из которых его жена Джейн Джонстон Скулкрафт рассказала ему, другие были переведены им самим.
В первые годы существования Мичиганского университета Скулкрафт входил в его Совет регентов. На этом посту он помог создать финансовые организации этого университета.

## Основатель журналов
Скулкрафт основал и поддерживал первый журнал Соединённых Штатов об образовании, «Журнал образования». Он также публиковал «Сувенир озёр», первый литературный журнал в штате Мичиган.

## Именование мест
Скулкрафт именовал многие округа штата Мичиган и места на территории бывшей территории Мичиган. Он назвал Лилано Каунти в честь псевдонима его жены «Лилано». Для тех округов, которые были образованы в 1840 году, он часто использовал искусственные «индейские имена». В названиях таких как Алькона, Альгома, Аллеган, Альпена, Аренак, Иоско, Калькаска, Оскода и Тускола, например, Скулкрафт использовал сочетания слов и слогов с индейских языков со словами и слогами из латыни и арабского.

## Последние годы жизни

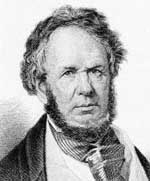
Woodcut of Henry Rowe Schoolcraft

Когда Партия вигов пришла к власти в 1841 году с избранием Уильяма Генри Гаррисона, Скулкрафт потерял свои политические позиции как индейского агента. Он и Джейн переехали в Нью-Йорк. Она умерла на следующий год во время визита с сестрой в Канаде, в то время как Скулкрафт путешествовал по Европе. Он продолжал писать о коренных американцах. К этому моменту, например, относятся его исследования, так называемого, Грейв Крикского камня.
В 1846 году Конгресс поручил ему разработать комплексный справочник об американских индейских племенах. Скулкрафт ездил в Англию, чтобы просить Джорджа Кетлина, проиллюстрировать свою предлагаемую работу, так как Кетлин был широко известен как главный иллюстратор индейской жизни. Скулкрафт был глубоко разочарован, когда Кетлин отказался. Скулкрафт позже нанял художника Сета Истмена (мужа Мэри Истмен) в качестве иллюстратора. Бригадный генерал армии Истмен был известен своими картинами коренных народов Америки.
Скулкрафт работал в течение многих лет над историей и исследованием индейских племён Соединённых Штатов. Этот шеститомный труд в 1851—57 годах выпустило филадельфийское издательство J. B. Lippincott & Co. Критики высоко оценили эрудированность Скулкрафта, а также тщательные и знающие иллюстрации Истмена. Критики также отметили недостатки работы, в том числе отсутствие содержания и плохую организацию, которая сделала информацию почти недоступной. В 1954 году Бюро американской этнологии в Смитсоновском институте подготовило и опубликовало содержание томов.
После их смерти Скулкрафт и его жена Мария были похоронены на кладбище Конгресса в Вашингтоне, округ Колумбия.